# Ilkeston
Ilkeston ist eine Stadt in der Grafschaft Derbyshire (East Midlands) in England.
Der Ort liegt ca. 10 km westlich von Nottingham und ist Verwaltungssitz vom Distrikt Erewash.

## Persönlichkeiten
- William Beardsley (1605–1664), Siedler
- Stanley Hawley (1867–1916), Pianist und Komponist
- Geoff Barrowcliffe (1931–2009), Fußballspieler
- Robert Lindsay (* 1949), Schauspieler
- Mel Ramsden (1944–2024), Konzeptkünstler

## Städtepartnerschaften
- Châlons-en-Champagne, Frankreich